# 平野村 (埼玉県)
平野村（ひらのむら）は、埼玉県の東部、南埼玉郡に属していた村。

## 村名の由来
大村である「上平野」の「上」を省略したものと思われる。なお、大字上平野の前身である上平野村は、元禄年間までは平野村と称されていた。元荒川の下流側に同名の村（現・さいたま市岩槻区南平野）が存在し、区別のため上平野村に改称された経緯がある。
現在は蓮田市立平野中学校・蓮田市立平野小学校や「JA南彩平野支店」など、大字である「上」が付かない施設も少数ながら名をとどめる。

## 地理
- 河川：元荒川、綾瀬川、野通川、星川（下星川）
- 用水路：見沼代用水
- 池沼：山ノ神沼

## 歴史
- 1889年（明治22年）4月1日：町村制施行により、上平野村・高虫村・駒崎村・井沼村・根金村が合併し、南埼玉郡平野村が成立する[1]。
- 1949年（昭和24年）：南埼玉郡蓮田町大字閏戸の一部が平野村に編入され、平野村大字駒崎の一部を分割し蓮田町へ編入する[1]。
- 1954年（昭和29年）5月3日：蓮田町・黒浜村と合併して蓮田町となり、消滅[1][2]。大字は蓮田町へ継承された。